# گیسلا دالکو
گیسلا دالکو (انگلیسی: Gisela Dulko؛ زاده ۳۰ ژانویهٔ ۱۹۸۵) یک تنیس‌باز اهل آرژانتین است.